# Twistvlietpark
Het Twistvlietpark is een park in de nieuwbouwwijk Stadshagen (vanaf 1998 in aanleg), Zwolle, waar delen van het oorspronkelijke landschap zijn behouden. Zo is langs de oude Riete, het water dat nog steeds met een sluisje op het Zwarte Water uitkomt, een natuurlijk park aangelegd. Grenzend hieraan (en naast het winkelcentrum) ligt het centrale park van de wijk. Het is een groene stadsweide met veel bomen, eenvoudige, rechte paden en een grote trappenpartij om aan het water te kunnen zitten. Het park wordt ook gebruikt voor theatervoorstellingen en (sport)activiteiten.

Het park heeft onder andere een hondenlosloopterrein, een jaagpad met rietoevers, kunst, een ligweide, open water, een speelplek, twee voetbalveldjes en twee verharde basketbalvelden. 
Tevens wordt hier een keer per jaar het stadshagenfestival georganiseerd. 
Huttendorp Stadshagen wordt sinds 2015 ook georganiseerd in het Twistvlietpark, daarmee heeft Stadshagen het grootste huttenbouw evenement van Nederland binnengehaald.
Archenaultplantsoen · Azaleapark · Badhuiswal - Noordereiland · Broerenkerkplein · De Dobbe · Engelse Werk · Groen assenkruis Holtenbroek · Ittersumerpark · Van Nahuysplein · Nooterhof · Oldenelerpark · Park Aa-landen · Park Eekhout · Park Gerenbroek · Park Gerenlanden · Park Hogenkamp · Park Ittersumerlanden · Park de Wezenlanden · Ter Pelkwijkpark · Twistvlietpark · Potgietersingel · Prins Clauspark · Schellerpark · Stinspark · Oude Weteringzone · Wijkpark Berkum · Zwarte waterpark Holtenbroek · Zwarte waterpark Stadshagen